# Włóczka

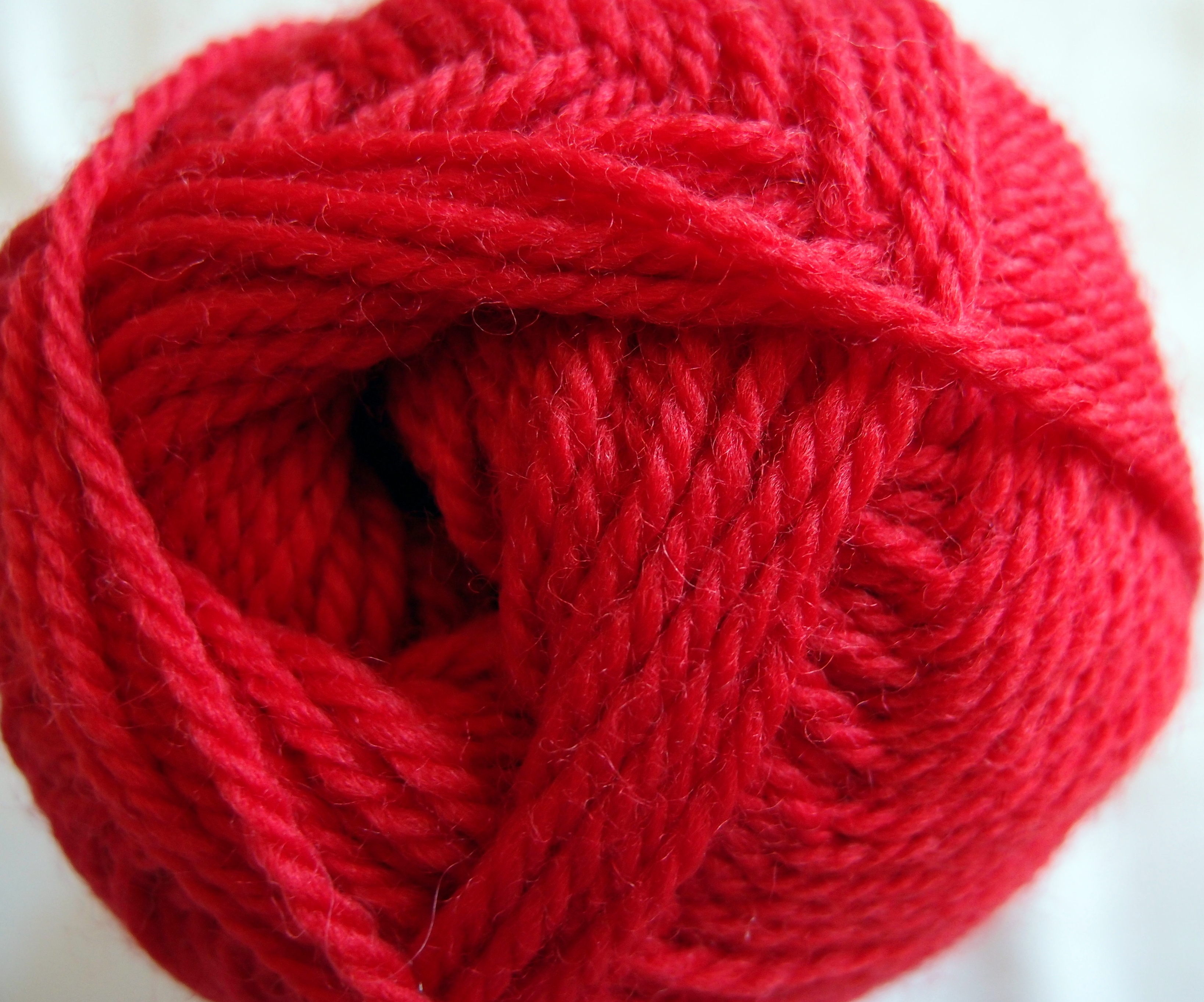
Kłębek włóczki wełnianej

Włóczka – przędza o większych grubościach, wytwarzana z włókien naturalnych (bawełna, wełna itp.) lub otrzymywanych sztucznie (akryl, sztuczny jedwab, poliamid).
Włóczki sprzedawane są w motkach po 25, 50 lub 100 g.
Wydajność/grubość włóczki podaje się najczęściej w metrach na 100 lub 50 g.